# Xeromelissinae
Xeromelissinae is een onderfamilie van vliesvleugelige insecten uit de familie Colletidae.

## Geslachten
(Indicatie van aantallen soorten per geslacht tussen haakjes)
- Chilicola  (96)
- Geodiscelis  (2)
- Xenochilicola  (3)
- Xeromelissa  (21)